# Чемпіонат світу з трекових велоперегонів 1949
Чемпіонат світу з трекових велоперегонів 1949 проходив з 22 по 28 серпня 1949 року в Копенгагені, Данія. Усього на чемпіонаті розіграли 5 комплектів нагород — 3 серед професіоналів та 2 серед аматорів. 

## Медалісти

### Чоловіки
Професіонали
| Дисципліна                         | Золото                | Срібло                 | Бронза               |
| Спринт                             | Реґ Гарріс            | Ян Дерксен             | Арі ван Вліт         |
| Індивідуальна гонка переслідування | Фаусто Коппі (6:30.2) | Люсьєн Жіллен (6:34.8) | Вім ван Ест (6:36.3) |
| Гонка за лідером                   | Еліа Фрозіо           | Ян Пронк               | Рауль Лесьєр         |

Аматори
| Дисципліна                         | Золото          | Срібло         | Бронза        |
| Спринт                             | Сідні Петтерсон | Жак Белленже   | Джек Хайд     |
| Індивідуальна гонка переслідування | Кнуд Андерсен   | Сіріл Картрайт | Альдо Ґандіні |

## Загальний медальний залік
| Місце  | Країна          | Золото | Срібло | Бронза | Загалом |
| ------ | --------------- | ------ | ------ | ------ | ------- |
| 1      | Італія          | 2      |        | 1      | 3       |
| 2      | Велика Британія | 1      | 1      |        | 2       |
| 3      | Данія           | 1      |        |        | 1       |
| 3      | Австралія       | 1      |        |        | 1       |
| 5      | Нідерланди      |        | 2      | 2      | 4       |
| 6      | Франція         |        | 1      | 1      | 2       |
| 7      | Люксембург      |        | 1      |        | 1       |
| 8      | США             |        |        | 1      | 1       |
| Всього | Всього          | 5      | 5      | 5      | 15      |